# São Jorge de Vizela
São Jorge de Vizela (llamada oficialmente Vizela (São Jorge)) era una freguesia portuguesa del municipio de Felgueiras, distrito de Oporto.

## Historia
Esta freguesia formó parte del municipio de Barrosas hasta la extinción definitiva de este en 1853, pasando desde entonces al municipio de Felgueiras.
Fue suprimida el 28 de enero de 2013, en aplicación de una resolución de la Asamblea de la República portuguesa promulgada el 16 de enero de 2013 al unirse con la freguesia de Vila Fria, formando la nueva freguesia de Vila Fria e Vizela (São Jorge).